# Musik für beide Ohren
Musik für beide Ohren ist ein Studioalbum der Kassierer aus dem Jahre 1999.

## Hintergrund
Auf Musik für beide Ohren finden sich neben Punkrock auch Jazz-Elemente (Mongo mit der Bongo, Das Skelett von Willy Brantt), Polka (Blumenkohl am Pillemann), Funk (Vegane Pampe) und sogar ein Hörspiel (Der Sackabreißer von Wattenscheid) wieder. Das Stück Thomas Wenner ist dem gleichnamigen damaligen Bochumer Polizeipräsidenten gewidmet. Der Song Vegane Pampe setzt sich kritisch mit Veganismus auseinander.
Das Album enthält wie üblich einige Coverversionen:
- Du willst mich küssen, eine „Spezialversion“ des gleichnamigen Ärzte-Songs für das Tribute-Album Götterdämmerung
- Es ist nie zu spät (Gilbert Bécaud, im Original T’es venu de loin)
- Zu voll zum Verkehr, deutsche Version von Too Drunk to Fuck (Dead Kennedys)
- Wolfgang Glück, im Original Gustav Glück von den Marionetz, für das Tribute-Album Mia san ned Marionetz

Im Gegenzug sind auf dem Kassierer-Tribute-Album Kunst einige Songs von anderen Bands gecovert worden, darunter Mongo mit der Bongo von den Lokalmatadoren und Das Leben ist ein Handschuh von Sondaschule.

## Rezeption
„Tracklisten sagen mehr als tausend Worte. Manchmal. Und Werbebeilagen sowieso. Deshalb also bitteschön kaufen, hören, kopfschütteln. Bevor es die entsprechende Bundesprüfstelle tut.“ (Marc Schellenberg, Ox-Fanzine #37)
Der Song Blumenkohl am Pillemann hat sich schnell zu einem Klassiker entwickelt, mit dem die Band 2013 auch in der Sendung Circus HalliGalli auftrat.

## Songliste
1. Meditatives Intro – 1:13
2. Vati ist tot – 3:14
3. Besoffen sein – 2:48
4. Thomas Wenner – 1:45
5. Blumenkohl am Pillemann – 3:10
6. Das Skelett von Willy Brantt – 1:28
7. Du willst mich küssen (Spezialversion) – 2:33
8. Rudelfick im Altersheim – 1:59
9. Sauerlandlied – 2:46
10. Es ist nie zu spät – 2:58
11. Arm ab – 3:11
12. Zu voll zum Verkehr – 2:30
13. Vegane Pampe – 2:18
14. Wolfgang Glück – 2:43
15. Mongo mit der Bongo – 1:53
16. Gleich reiß ich dir den Sack ab! – 0:24
17. Morgen weide ich deinen Vater aus! – 0:34
18. Das Leben ist ein Handschuh – 3:00
19. Konsequenzen – 3:07
20. Der Sackabreißer von Wattenscheid – 6:23